# Anodontodora
Anodontodora è un genere di coleotteri della famiglia Buprestidae.

## Tassonomia
- Anodontodora aurulans (Obenberger, 1922)
- Anodontodora capicola (Obenberger, 1922)